# Distretto elettorale di Ondangwa
Il distretto elettorale di Ondangwa è un distretto elettorale della Namibia situato nella Regione dell'Oshana con 36.846 abitanti al censimento del 2011. Il capoluogo è la città di Ondangwa.